# 宮本淳
宮本 淳（みやもと じゅん、1月25日 - ）は、日本の男性声優。東京都出身。ケンユウオフィス所属。

## 人物
映像テクノアカデミア、アールグルッペを経て、ケンユウオフィス所属。
声種はバリトン。趣味はカラオケ、ゲーム、スイーツ。特技はスポーツ（球技全般）、体を動かすこと。
スクウェア・エニックスのスタッフ・宮本淳とは別人である。

## 出演

### テレビアニメ
2015年
- ハッカドール THE あにめ〜しょん（ラブリーイエロー・大佐、荒くれ）

2017年
- 銀の墓守り（ショウケイ 他）
- BORUTO-ボルト- NARUTO NEXT GENERATIONS（2017年 - 2019年、デンキの父 / 雷門エレキ）
- プリンセス・プリンシパル（警察）
- ブラッククローバー（2017年 - 2020年、ブモダ、マーハ、クローバー王、トイケ、フランシス、ベン・ベンファンク 他）
- 僕の彼女がマジメ過ぎるしょびっちな件（香坂夏雄）
- 銀魂.（2017年 - 2018年、人斬り千兵衛、アルタナ解放軍A、夜兎）
- 血界戦線 & BEYOND（ボウエン）
- 魔法使いの嫁（村人）

2018年
- ヴァイオレット・エヴァーガーデン（酒場の店主）
- Fate/EXTRA Last Encore（男性マスター）
- ウマ娘 プリティーダービー（男性）
- ポケットモンスター サン&ムーン（ジョージ・チャランピーノ）

2019年
- ピアノの森（ラハエル）
- まんなかのりっくん@きんてれ（鬼たち、店主）
- からくりサーカス（バス・ナッシュ）
- どろろ（行商人）
- 進撃の巨人（2019年 - 2021年、調査兵、グリーズ） - 2シリーズ
- ちはやふる3（2019年 - 2020年、猪熊智、南雲会の男、審判）
- 僕のヒーローアカデミア（天蓋壁慈、プロヒーロー）

2021年
- 平穏世代の韋駄天達（研究員）

2022年
- ハコヅメ〜交番女子の逆襲〜（安田）

2023年
- BLEACH 千年血戦篇-訣別譚-（死神）

2024年
- オーイ!とんぼ（五十嵐の後輩）

2025年
- ヴィジランテ-僕のヒーローアカデミア ILLEGALS-（夜早川跋人）

### 劇場アニメ
- 屍者の帝国（2015年）
- 未来に向けて 〜防災を考える〜（2016年、田中人事課長）
- バースデー・ワンダーランド（2019年、中古ラジオ店主）
- 甲鉄城のカバネリ 海門決戦（2019年、玄路兵、砲兵、武士）

### Webアニメ
- 銃娘（2017年、ナレーション、ロボ、灰灰）

### ゲーム
2015年
- Everybody’s Gone to the Rapture -幸福な消失（テリー・フレッチャー）
- Fallout 4

2016年
- ソードアート・オンライン -ホロウ・リアリゼーション- DLC深淵の巫女
- デウスエクス マンカインド・ディバイデッド
- クイズRPG 魔法使いと黒猫のウィズ（ウラガーン）

2017年
- 陰陽師
- サイコブレイク2
- The Inpatient -闇の病棟-（ゴードン・ベネット）
- 蒼焔の艦隊
- 信長の野望・大志
- Horizon Zero Dawn
- モバイルレジェンド（ザスク）

2018年
- 銀魂乱舞（春雨 / 春雨〈烙陽〉、辰羅、真選組隊士、見廻組、伊賀忍軍）
- 三国 -IKUSA-
- JUDGE EYES:死神の遺言
- 謀りの姫-TABAKARI NO HIME-
- ブラッククローバー カルテットナイツ（ミネス 他）
- LEGO マーベル スーパー・ヒーローズ 2 ザ・ゲーム

2019年
- エースコンバット7 スカイズ・アンノウン（長距離戦略打撃群司令官）
- ポケモンマスターズ

2020年
- 龍が如く7 光と闇の行方
- ファイナルファンタジーVII リメイク
- The Last of Us Part II（男の民兵）

2021年
- デュエル・マスターズ プレイス（超神星ビッグバン・アナスタシス、無頼封魔アニマベルギス、ボルメテウス・剣誠・ドラゴン 他）
- LOST JUDGMENT 裁かれざる記憶（九十九誠一）

2023年
- OCTOPATH TRAVELER II
- BLUE PROTOCOL

2024年
- 護縁（落猿大聖）
- モンスターストライク（赤岩一角）
- 鋼嵐 - メタルストーム（ユージーン・イバノヴィッチ・ゴーマン、シセロ・ライト）
- マーベル・ライバルズ（パニッシャー、ウィンターソルジャー）

### BLCD
- VOID（ローウェン）
- 眠り男と恋男（昔の男）

### 吹き替え

#### 映画
- アイヒマンを追え! ナチスがもっとも畏れた男（イサル・ハルエル）
- 悪魔のいけにえ -レザーフェイス・リターンズ-（リクター〈モー・ダンフォード〉[18]）
- アサイラム 監禁病棟と顔のない患者たち（パックストン）
- アメリカン・レポーター（テリー）
- アルビン4 それいけ! シマリス大作戦
- アンチグラビティ（ファントム〈アントン・パンプーシュニー〉）
- アン・ハサウェイ 魔法の国のプリンセス（エドガー卿〈ケイリー・エルウィス〉）※ソフト版
- In Secret（グリヴェ）
- インデペンデンス・デイ: リサージェンス（アルマン[19]）
- ヴァイキングダム（ウルフレッド）
- ウィンチェスターハウス アメリカで最も呪われた屋敷（ジョン・ハンセン〈アンガス・サンプソン〉）
- ヴェルサイユの宮廷庭師（ヴィンセント）
- SOS北極... 赤いテント（シャレム）
- X-MEN:アポカリプス
- エブリバディ・ウォンツ・サム!! 世界はボクらの手の中に（ナイルズ）
- エル・チャポ: 世紀の大脱走（ベンハミン、ロラ）
- エンド・オブ・キングダム（クラークソン）
- エンド・オブ・ハイスクール
- オール・アイズ・オン・ミー（ナイジェル）
- お葬式に乾杯!（ノーマン）
- オデッセイ[20]
- 俺たちホームズ&ワトソン（グスタフ・クリンガー〈スティーヴ・クーガン〉）
- ガルム・ウォーズ[21]
- きのうの夜は…（スティーブン・セイラー）
- キャプチャー・ザ・フラッグ 月への大冒険!
- ギャロウ・ウォーカー 煉獄の処刑人（フール）
- キングコング:髑髏島の巨神（歩哨兵[22]）
- キングスマン:ゴールデン・サークル（パーシバル）
- Crouching Tiger Hidden Dragon: ソード・オブ・デスティニー
- コードネーム U.N.C.L.E.
- コールド・ウォー 香港警察 堕ちた正義（アラン）
- この世に私の居場所なんてない（ダン）
- コロンビアーナ（ダニー・デラネイ〈マイケル・ヴァルタン〉）
- コンカッション（デコスキー）
- サウスポー（ラモーン、ダリウス[23]）
- 鮫の惑星:海戦記 パシフィック・ウォー（スクリム）
- シェイプ・オブ・ウォーター
- ジェーン・ドウの解剖
- ジュマンジ/ウェルカム・トゥ・ジャングル（野営地の兵士2[24]）
- ZOOMBIE ズーンビ（レックス）
- スモーク・アンド・ミラーズ 1000の顔を持つスパイ（ピノー）
- 世界でいちばんのイチゴミルクのつくり方（オットー）
- ソーシャル・キラー 金曜日のネットストーカー（マーセル、ブリード）
- その女諜報員 アレックス（ジェファーソン）
- タイムリミット（ステパン）
- 007 慰めの報酬
- 魂のゆくえ（マイケル〈フィリップ・エッティンガー〉）
- デス・ライナーズ（カーティス、パスカル）
- デッドプール（マーチャント[25]）
- デッドプール2（自己啓発ガイド[26]）
- デッドロック 絶対王者ボイカ（ヴィクトル[27]）
- DOPE ドープ!!（デアンドレ）
- ナイト・ガーディアンズ（キリル）
- ハード・ソルジャー炎の奪還（ヴラド）
- ハーモニー・オブ・ザ・デッド
- はじまりのうた（サウル〈ヤシーン・ベイ〉）
- ハクソー・リッジ（シェクター）
- パティシエ探偵ハンナ 〜チョコチップクッキー殺人事件〜（ポール）
- バリー・シール/アメリカをはめた男（ジミー）
- 遥か群衆を離れて
- ピーウィーのビッグ・ホリデー（レネ）
- ビバリーヒルズ・コップ2
- ファンタスティック・フォー
- 54 フィフティ★フォー
- ブライト（ヤマハラ〈ケネス・チョイ〉）
- ブラインドマン（マチュー・ワルナス）
- ブラック・ファイル 野心の代償（ギルフォード）
- フリー・ファイヤー（マーティン〈バボー・シーセイ〉[28]）
- ブリジット・ジョーンズの日記 ダメな私の最後のモテ期
- ベイビー・メイク 私たちのしあわせ計画（レズリー）
- ベガス流 ヴァージンロードへの道（ドミニク）
- 弁護人（カン・ヨンチョル）
- ベン・ハー（ダビデ）
- ボーダーライン: ソルジャーズ・デイ（ガヨ〈マヌエル・ガルシア＝ルルフォ〉）
- ボヘミアン・ラプソディ
- ホワイト・ヘルメット -シリアの民間防衛隊-
- マーベル・シネマティック・ユニバース
  - マイティ・ソー バトルロイヤル（ソー役者〈ルーク・ヘムズワース〉[29]）
  - ソー:ラブ&サンダー（ソー役者〈ルーク・ヘムズワース〉[30]）
- MILES AHEAD/マイルス・デイヴィス 空白の5年間（キングストン・マック）
- マリグナント 狂暴な悪夢（デレク〈ジェイク・アベル〉[31]）
- ミス・シェパードをお手本に（ジャイルズ）
- ミスター・ガラス（ジャイ〈M・ナイト・シャマラン〉）
- ミュータント・ワールド（ローガン）
- 名探偵ピカチュウ
- メン・イン・ブラック:インターナショナル（ザ・ツインズ〈ロラン・ブルジョワ&ラリー・ブルジョワ〉）
- モーガン プロトタイプL-9（チャンス）
- モール・コップ ラスベガスも俺が守る!（スコット）
- 山猫は眠らない6 裏切りの銃撃（ジョー・バーンズ）
- 傭兵のハカ
- 48時間
- ラスト・リベンジ（ジンジャー医師）
- ラフ・ナイト 史上最悪!?の独身さよならパーティー（ルイス刑事）
- ラン・スルー・ザ・ナイト（マシュコフ）
- リヴォルト（スモールズ）
- リトルデビル（ラス・ミッチェル）
- リンカーン弁護士（タルボット）
- レヴェナント: 蘇えりし者（ブーン[32]）
- 恋愛だけじゃダメかしら?（エヴァン・ウェバー〈マシュー・モリソン〉）
- LOW DOWN ロウダウン
- ワイルドガン（ハーパー、エド）
- われらが背きし者（デル・オロ）

#### ドラマ
- アウトランダー
- 青い海の伝説
- アブセンシア〜FBIの疑心〜（ヴェガ）
- アメリカンホラーストーリー:ホテル
- ARROW/アロー（プロメテウス）
- 宇宙船レッド・ドワーフ号シーズン12（自販機402）
- エクスパンス -巨獣めざめる-（アレックス）
- Xカンパニー 戦火のスパイたち
- エレメンタリー ホームズ&ワトソン in NY
- オルタード・カーボン
- 女刑事マーチェラ（ヤン・ホール、ハッサン・エル＝サイード）※Netflix版[33]
- キャッスル 〜ミステリー作家は事件がお好き
- キラー・マイクのきわどいニュース（エル・ビー）※Netflix版
- クイーン・オブ・ザ・サウス 〜女王への階段〜
- クォーリーと呼ばれた男（カール）
- グッド・ワイフ
- クレイジー・エックス・ガールフレンド
- 項羽と劉邦 King's War（季布）
- ギフテッド 新世代X-MEN誕生（ウィークス）
- ザ・シューター（マイキー、シンガー中佐）
- シカゴ・ファイア（トニー、ジェイ・ハルステッド〈ジェシー・リー・ソファー〉）
- シカゴ P.D.（ジェイ・ハルステッド〈ジェシー・リー・ソファー〉）
- JUSTIFIED 俺の正義
- 私立探偵ダーク・ジェントリー（エステベス）
- 新米刑事モース 〜オックスフォード事件簿〜 Case11 遠き理想郷（ハルワード）
- SUITS/スーツ（ヒンズ）
- スーパーナチュラル（ケルビン）
- スキャンダル 託された秘密
- ストレイト・アウタ・コンプトン（スヌープ・ドッグ）
- スニーキー・ピート（リチャード、ジョー）
- スリーピー・ホロウ
- センス8（バーテンダー）
- チューインガム
- 超ゲーマー伝説 ぼくらの裏ワザ青春白書（スチュ[34]）
- デアデビル
- ナルコス 大統領を目指した麻薬王（ビル・ステックナー）
- PERSON of INTEREST 犯罪予知ユニット
- バービー: ライフ・イン・ザ・ドリームハウス
- ピーキー・ブラインダーズ（ジョニー・ドッグス、モス）※Netflix版[35]
- ピッチ 彼女のメジャーリーグ
- 花郎〈ファラン〉（ヒョンチュ、ヨンシン）
- フィアー・ザ・ウォーキング・デッド（ジョン）
- FOREVER Dr.モーガンのNY事件簿
- ブラック・ミラー
- ブラインドスポット タトゥーの女 2
- フランケンシュタイン・クロニクル
- プリズン・ブレイク
- HOMELAND
- MR. ROBOT/ミスター・ロボット
- ラスト・キングダム（ストーリ、エリク）
- リジー・ボーデン 美しき殺人鬼（スキップジャック）
- REIGN/クイーン・メアリー シーズン2[36]
- ワンデイ −家族のうた−

#### アニメ
- 悪魔城ドラキュラ -キャッスルヴァニア-（2017年、宿の主人、主任司教、広場の男2）
- アルティメット・スパイダーマン VS シニスター・シックス（ブラッド・スパイダー）
- アベンジャーズ・アッセンブル（ドクター・スペクトラム）
- ガーディアンズ・オブ・ギャラクシー（スプリーム・インテリジェンス）
- キャプチャー・ザ・フラッグ 月への大冒険!
- ストレッチ・アームストロング&フレックス・ファイターズ（ドン、マルチファリアス、レイノルズ）
- 西遊記 ヒーロー・イズ・バック（影絵師）
- ハルク: スマッシュ・ヒーローズ（スプリーム・インテリジェンス）
- ビー・クール スクービー・ドゥー!
- 雛蜂（将軍B）
- ファング・ボーン（校長、ワン・アイ）
- ブンブン・タカコとブーブー・ヒューバート
- ボージャック・ホースマン
- マイロ・マーフィーの法則（ミッチェル、ドラコ）
- マライア・キャリー クリスマスにほしいもの（郵便局エルフ）
- ラブ、デス&ロボット（オクチェン）
- RWBY（ラッセル・スラッシュ）

#### テレビ番組
- シェフのテーブル
- ワルノリ!どっきりギャング

### ボイスオーバー
- アメリカお宝鑑定団ポーンスターズ
- アンダーカバー・エンジェル
- 感動!夢のプライベートプール
- 現代の驚異
- サファリ・ブラザーズ: アフリカツアーの裏側
- ザ・ネイキッド
- 旅するシェフの仰天レシピ
- 逃亡犯の告白
- パラリンピック・ドキュメンタリーシリーズ WHO I AM
- 1969年の性革命
- Resurface: 波に包まれて

### 舞台
- 演劇集団チキンラン第4回公演「Judgement Choice 〜君と僕の境界線（ボーダーライン）〜」

### その他
- ロバート秋山のクリエイターズ・ファイル No.27 「声優 二木陽次」（2017年）[37]
- 魔彼〜魔は来たりて彼を堕とす〜 地編 vol.2「Prahlerei」（議員A）

### シリーズ一覧
1. ↑  Season 3 Part 2（2019年）、The Final Season Part 1（2021年）